# Litoria microbelos
La rana jabalina (Litoria microbelos) es una especie de anfibio anuro de la familia Hylidae

## Distribución geográfica
Es originaria del norte de Australia.
Es la especie más pequeña de su género, alcanzando una longitud máxima de 2 cm. Vive en el norte del Queensland y en Kimberly.
Ponen sus huevos en áreas temporalmente inundadas. Los adultos esconden en el césped or o debajo de madera o rocas durante el día.